# Karllangia psammophila
Karllangia psammophila är en kräftdjursart som beskrevs av Wells 1967. Karllangia psammophila ingår i släktet Karllangia och familjen Ameiridae. Inga underarter finns listade i Catalogue of Life.